# Moscow Dragons 2019
Questa voce raccoglie le informazioni riguardanti i Moscow Dragons nelle competizioni ufficiali della stagione 2019.

## Black Bowl 2019

### Stagione regolare
| Zelenograd 18 maggio 2019 | Spartak Moskva | 26 – 25 (7-12 6-7 7-0 6-6) referto | Moscow Dragons | Stadio del Rugby |

| Podol'sk 15 giugno 2019 | Podolsk Vityaz | 19 – 12 (0-6 10-0 9-0 0-6) referto | Moscow Dragons | Stadion Planeta |

| Korolëv 29 giugno 2019, ore 15:00 | Moscow Dragons | 19 – 14 (7-0 12-0 0-0 0-14) referto | Podolsk Vityaz | Stadion Čajka |

| Vologda 14 luglio 2019 | Vologda Vikings | 19 – 38 referto | Moscow Dragons | Stadion Dinamo |

| Mosca 28 luglio 2019 | Moscow Dragons | 10 – 41 (0-14 3-7 7-6 0-14) referto | Spartak Moskva | Stadion MVA |

| Mosca 10 agosto 2019, ore 17:00 | Moscow Dragons | 12 – 13 (d.t.s.) (0-0 6-6 0-0 0-0 6-7) referto | Krasnodar Bisons | Stadion MVA |

## Statistiche di squadra
| Competizione      | %Vittorie | In casa | In casa | In casa | In casa | In casa | In casa | In trasferta | In trasferta | In trasferta | In trasferta | In trasferta | In trasferta | Totale | Totale | Totale | Totale | Totale | Totale |
| Competizione      | %Vittorie | G       | V       | N       | P       | Pf      | Ps      | G            | V            | N            | P            | Pf           | Ps           | G      | V      | N      | P      | Pf     | Ps     |
| ----------------- | --------- | ------- | ------- | ------- | ------- | ------- | ------- | ------------ | ------------ | ------------ | ------------ | ------------ | ------------ | ------ | ------ | ------ | ------ | ------ | ------ |
| Stagione regolare | .333      | 3       | 1       | 0       | 2       | 41      | 68      | 3            | 1            | 0            | 2            | 75           | 64           | 6      | 2      | 0      | 4      | 116    | 132    |
| Totale            | .333      | 3       | 1       | 0       | 2       | 41      | 68      | 3            | 1            | 0            | 2            | 75           | 64           | 6      | 2      | 0      | 4      | 116    | 132    |